# 구본진
구본진(具本眞, 1989년 3월 30일~)은 대한민국의 프로 마술사이다. 1999년에 마술계에 입문했고 현재 쇼홀릭컴퍼니 대표이며, 매직홀릭 엔터테인먼트에 소속이다. 2004년 KOREA MAGIC FESTIVAL 국제마술대회 본선에 진출하였으며, 2005년 국내최연소 단독 매직콘서트를 진행했고, 2007년에는 중국에서 변검을 사사했다. 대경대학 연극영화과를 졸업했다.

## 주요경력
- 쇼홀릭컴퍼니 대표
- 중국문화원 홍보대사
- 2007년 중국 변검 사사
- 2016년 토화(吐火) 사사
- IMS(International Magicians Society) 국제마술사협회 정회원
- IMS(International Magicians Society) 마술사 1급
- IMS(International Magicians Society) Doctor Of Magic Diploma
- 제4회 KOREA MAGIC FESTIVAL 국제마술대회 본선
- 2004 X-mas Magic Concert
- 2005 구본진의 X-mas Magic Concert (국내최연소 단독콘서트)
- 2006 구본진 Magic Concert "Make A Wish"
- 2008 구본진의 매직콘서트
- 2009 구본진의 매직콘서트
- 2010 매직콘서트 <아브라카다브라>
- 2011 매직콘서트 <수리수리마수리 얍!>
- 2014 라이브 코미디 매직쇼 <마술에 빠지다>